# Dejnostrat
Dejnostrat (Dinostrat) [dejnóstrat/dínóstrat] (starogrško Δεινόστρατος: Deinóstratos), starogrški matematik, * 390 pr. n. št., † okoli 320 pr. n. št.
Dejnostrat je bil starejši Menehmov brat.
Po Paposu izhaja prvi znan način rektifikacije krožnice od njega in še nekaterih matematikov tega časa. Do rezultata so verjetno prišli posredno pri podobni analizi Hipijeve kvadratrise. S takšno konstrukcijo so lahko približno rešili tudi problem kvadrature kroga. Zato je Dejnostrat tukaj uporabil svojo kvadratriso, s čimer je razširil uporabo Hipijeve krivulje na reševanje še ostalih dveh starogrških problemov, rektifikacije krožnega loka in konstrukcije pravilnega mnogokotnika.